# Lonely in Gorgeous
Singles de Tommy february6
L•O•V•E•L•Y ~Yumemiru LOVELY BOY~
(2004) Be My Valentine
(2013)
Lonely in Gorgeous (orthographié sur l'album ♥Lonely in Gorgeous♥) est le 8e single de Tommy february6 sorti le 30 novembre 2005 au Japon. Il atteint la 20e place du classement de l'Oricon et reste classé pendant 6 semaines. Lonely in Gorgeous et Is this feeling love? se trouvent sur la compilation Strawberry Cream Soda Pop "Daydream". Lonely in Gorgeous a été utilisé comme opening pour l'anime Paradise Kiss.
Toutes les paroles sont écrites par Tommy february6, toute la musique est composée par Malibu Convertible.
| 1. | ♥Lonely in Gorgeous♥                         |  |
| 2. | Is this feeling love?                        |  |
| 3. | E-mail♥ more                                 |  |
| 4. | ♥Lonely in Gorgeous♥ (Original Instrumental) |  |